# Hedwig von Alten
Hedwig von Alten (* 24. März 1847 in Harzburg; † 25. August 1922 in München) war eine deutsche Schriftstellerin und Frauenrechtlerin. Sie veröffentlichte einen Teil ihrer Werke anonym.

## Leben
Als Mitglied der Familie von Alten, eines alten niedersächsischen Adelsgeschlechtes erhielt sie eine gute Erziehung, wandte sich jedoch bald sozialen Studien zu. In ihren Werken setzte sie sich vornehmlich für die Emanzipation der Frau ein und engagierte sich in der Frauenbewegung unter anderem mit Vorträgen. Die Rede Weibliche Ehre, die sie vor dem Allgemeinen deutschen Frauenverein in Dresden gehalten hatte, wurde 1892 veröffentlicht. Für emanzipatorische Zeitschriften wie Das Recht der Frau: Organ für die moderne Frauenbewegung, Neues Frauenleben oder den Der Lehrerinnen-Wart (ab 1894 Frauenleben: Blätter zur Vertretung der Frauen-Interessen) verfasste von Alten Beiträge. In Österreich wurden 1895 auf ihre Anregung hin erste Rechtsschutzstellen für mittellose Frauen gegründet. Der Allgemeine Österreichische Frauenverein ernannte sie zum Ehrenmitglied.

## Werke
- Zwei Geschichten aus dem vollen Leben (Inhalt: Das Akt-Modell, Morgenrot; 1886)
- Neue Geschichten aus dem vollen Leben (Inhalt: Der Spaß der Welt, Eine heilige Geschichte in Briefen, Fanny, die Philosophin, Das Hexen-Lenchen; 1888)
- Der Mörder (Roman, 1889)
- Weibliche Ehre (Vortrag, 1892)
- Roma (Gedichte, 1902)